# La Forêt-de-Tessé
La Forêt-de-Tessé è un comune francese di 217 abitanti situato nel dipartimento della Charente, nella regione della Nuova Aquitania.

## Società

### Evoluzione demografica
Abitanti censiti